# Бени, который гуляет сам по себе
Бени, который гуляет сам по себе (алб. Beni ecën vetë) — албанский детский комедийный фильм, снятый Джанфис Кеко на студии Albfilm.

## Сюжет
Восьмилетний мальчик Бени живет в городе Коряге. Его мама очень опекает его, поэтому запрещает играть на улице. Над Бенни насмехаются и оскорбляют другие дети. Дядя мальчика, Томай, забирает его к себе в деревню, чтобы сделать из него мужчину. В селе он получает полезные знания и превращается в зрелого парня.